# Kill Rock Stars
Kill Rock Stars – niezależna wytwórnia muzyczna powstała w 1991 z inicjatywy Slima Moona i Tinuviela Sampsona, osadzona w Olympii w stanie Waszyngton i Portland w stanie Oregon. Wytwórnia wydaje albumy zróżnicowane muzycznie, najbardziej znana jest jednak dzięki wydawaniu albumów artystów riot grrrl. Kill Rock Stars kojarzona jest jako wytwórnia lewicowa i feministyczna, wspierająca undergroundowy ruch punkowy w obrębie Olympii.